# Genfer Wellenplan (1975)
Der Genfer Wellenplan ist das 1974/75 in Genf ausgearbeitete Regelwerk, in dem der Betrieb der Rundfunksender im Lang- und Mittelwellenbereich festgelegt wurde.

## Geschichte
Der erste Genfer Wellenplan trat am 14. November 1926 in Kraft, er sah für 99 Kanäle im Mittelwellenbereich von 500 kHz bis 1500 kHz ein Frequenzraster von 10 kHz vor. Nach einer Zwischenregelung (9-kHz-Raster unterhalb 1000 kHz, 10-kHz-Raster darüber) in Brüssel zum 13. Januar 1929 wurde durch eine in Prag getroffene Vereinbarung am 30. Juni 1929 das Frequenzraster von 500 kHz bis 1300 kHz auf 9 kHz festgesetzt, zwischen 1300 kHz und 1500 kHz blieb es bei dem 10-kHz-Raster. Für den 1927 in Washington, D.C. festgelegten  Langwellenbereich zwischen 150 kHz und 224 kHz wurden Kanalabstände zwischen 7 kHz und 10 kHz vereinbart.
Weitere Regelungen waren 1933 im Luzerner Wellenplan und 1948 im Kopenhagener Wellenplan getroffen worden.
Der Genfer Wellenplan wurde nötig, da es durch die Vielzahl der Sender in diesen Rundfunkbändern zu immer mehr gegenseitigen Störungen kam. Er trat am 23. November 1978 für die Mittelwelle in Kraft und ist mit kleinen Modifikationen durch gegenseitige Koordinierungen bis heute gültig. Tatsächlich werden von vielen Sendern die ihnen zugeteilten Mittel- und Langwellenfrequenzen inzwischen nicht mehr genutzt, da sich die Hörerschaft an die bessere Klangqualität der UKW-Übertragung gewöhnt hat und die Sender ihre Programme bevorzugt über in ihrem Sendegebiet engmaschig angelegte UKW-Netze sowie Online-Streaming und andere neuere Techniken übertragen.
Für den Langwellenbereich wurde eine gesonderte Umstellungsregelung getroffen, da in diesem Frequenzbereich auch andere Funkdienste Nutzungsrechte besitzen und diesen Zeit eingeräumt werden musste, ihre Sendefrequenzen anzupassen.
Die Umstellung erfolgte später und in drei Abschnitten:
- 1. Februar 1986: 148,5–193,5 kHz

- 1. Februar 1988: 193,5–238,5 kHz

- 1. Februar 1990: 238,5–283,5 kHz